# Tecnam P2012 Traveller
Tecnam P2012 Traveller – włoski samolot ogólnego przeznaczenia, mający w zamierzeniach swoich konstruktorów konkurować i zastąpić starsze maszyny typu Cessna 402, Piper PA-31 Navajo czy Britten-Norman BN-2 Islander.

## Historia
Projekt nowego samolotu ogólnego przeznaczenia, zdolnego do przewozu na swoim pokładzie maksymalnie 9 pasażerów oraz jednego pilota, został rozpoczęty w 2015 roku przez włoskiego producenta Construzioni Aeronautiche Tecnam. 21 lipca 2016 roku w powietrze wzniósł się ukończony pierwszy egzemplarz o numerze seryjnym 001, zbudowany w należących do firmy zakładach w Kapui. Drugi egzemplarz o numerze seryjnym 002, do swojego pierwszego lotu wzniósł się 22 grudnia 2017 roku. Obydwa samoloty wzięły udział w próbach certyfikacyjnych. W ich ramach spędziły w powietrzu 600 godzin. 20 grudnia 2018 roku firma poinformowała o uzyskaniu przez samolot europejskiego certyfikatu typu wydanego przez Agencję Unii Europejskiej ds. Bezpieczeństwa Lotniczego. Pierwszym użytkownikiem mają zostać amerykański linie Cape Air.
Na początku 2019 roku producent dysponował portfelem zamówień wynoszącym 125 maszyn, 30 z nich planuje dostarczyć również w 2019 roku. P2012 jest górnopłatem z klasycznym usterzeniem i stałym podwoziem z przednim podparciem. Samolot wyposażony jest w awionikę firmy Garmin i elektroniczny system sterowania napędem.
Obok wersji standardowej, producent oferuje model przeznaczony do realizacji zadań obserwacyjnych, oznaczoną jako Tecnam P2012 Traveller SMP (special mission platform) i nazwą Sentinel. Maszyna może realizować między innymi zadania kontroli granic, zadania poszukiwawcze, kartograficzne.
P2012 Traveller ma się stać również podstawą do budowy wersji oznaczonej wstępnie jako P-Volt. Plany budowy nowego samolotu ogłoszono w październiku 2020 roku. Nowa konstrukcja według planów producentów ma być krótkiego i średniego zasięgu maszyną, zdolną do przewozu maksymalnie 9 pasażerów. Realizacji zadań przewozu towarów, ewakuacji medycznej lub misji o specjalnym charakterze. Innowacyjną częścią nowego projektu mają być silniki elektryczne, napędzające samolot, zamiast klasycznych tłokowych jednostek. Projekt powstaje we współpracy z brytyjskim Rolls-Royce oraz norweską regionalną linią lotniczą Widerøe, która ma być pierwszym użytkownikiem P-Volt. Elektryczne jednostki napędowe mają umożliwić zmniejszenie kosztów eksploatacji maszyny oraz zwiększyć komfort podróży pasażerów poprzez redukcje hałasu. Wstępne plany zakładają wprowadzenie samolotu do eksploatacji w 2026 roku.